# Баня-Березів
Ба́ня-Бере́зів (раніше — Баня-Березівська) — село в Україні, у Яблунівській селищній громаді Косівського району Івано-Франківської області, розташоване в передгір'ї гуцульських Карпат. Від села починаються пішохідні маршрути до Рокити, Стовби та Микуличина. Населення становить 1260 осіб.

## Географія
Межує із селами Лючки, Середній Березів, Вижній Березів Косівського району, Микуличин Надвірнянського району. Відстань від міста Косів — 35 км. Висота над рівнем моря близько 400 м.

## Колишні назви
- Березів — 993 рік;
- Березівська Баня — 7 квітня 1336;
- Бані-Березівська — 1642 рік;
- Баня-Березів — 1934 рік;
- Баня-Березівська — 1992 рік.

## Релігія
У селі є дерев'яна греко-католицька церква Святих Апостолів Петра і Павла (1892), у якій 23 листопада 1975 року був хрещений та миропомазаний, а згодом мав першу Сповідь, Святе Причастя та першу Божественну Літургію о. Йоан Дмитро Лубів, ЧСВВ, що є родом із сусіднього села Лючки.
4 червня 2023 року, в День Святої Трійці, архієрей Андрій, митрополит Галицький, священноархімандрит Свято-Троїцького чоловічого монастиря, що в с. Баня-Березів Косівського деканату, звершив у обителі чин освячення новозбудованого храму на честь Пресвятої Трійці, св. Престолу, іконостасу та очолив у ньому перше богослужіння.

## Відомі люди
- Лазарович Василь Васильович — сучасний український співак;
- Лазарович Василь Григорович (* 1930) — український науковець;
- Лазарович Микола Васильович — український історик;
- Лейбюк Роман Васильович — український лижник;
- Негрич Дмитро — 1-й командир «Березівської» сотні УПА. Загинув у селі;
- Новицький Захарій Ярославович — український актор;
- Самак Микола Миколайович (1992—2015) — солдат Збройних сил України, учасник російсько-української війни, «кіборг»[1][2][3][4].